# Dilophus strigilatus
Dilophus strigilatus is een muggensoort uit de familie van de zwarte vliegen (Bibionidae). De wetenschappelijke naam van de soort is voor het eerst geldig gepubliceerd in 1922 door McAtee.